# Влодзімеж Восковський
Влодзімеж Восковський (пол. Włodzimierz Woskowski, 5 жовтня 1931, Здунська Воля — 26 липня 2019, Варшава) — польський дипломат. Польський консул у Львові (01.08.1987 — 30.04.1990).

## Життєпис
Народився у 1931 році у Здунській Волі. Батько працював ткачем на місцевій фабриці; у 1941 році був вивезений на примусові роботи до Німеччини, потім — ув'язнений у концентраційному таборі Заксенгаузен. У 1951 році закінчив Педагогічний ліцей у Здунській Волі й відразу розпочав вчительську працю.
У 1951—1954 рр. — на військовій службі, після демобілізації — працює в партійному апараті: спершу як інструктор, а потім — як І секретар партії у Серадзькому і Радомщанському повітах. Закінчив Вищу школу суспільних наук зі званням магістра економіки, а також післядипломні журналістські студії у Сілезькому (Шльонському) університеті.
У 1972 році почав працювати у Міністерстві закордонних справ, у ранзі радника міністра.
У 1972—1973 рр. — працював в Департаменті з питань відносин із СРСР.
У 1973—1977 рр. — виконував функції радника у Посольстві ПНР у Москві.
У 1977—1978 рр. — працював у Департаменті з питань відносин із СРСР МЗС Польщі.
У 1978—1983 рр. — був директором кабінету у Міністерстві здоров'я та соціального захисту.
У 1984—1987 рр. — був консулом Генерального консульства ПНР у Києві.
З 01.08.1987 по 30.04.1990 — консул ПНР у Львові.
У 1990 році переніс важку операцію з видалення ракової пухлини гортані та був відправлений на пенсію.

## Сім'я
- Дружина — Мирослава за спеціальністю вчителька.
- Дві доньки (лікарка і вчителька)
- Має четверо онуків і двоє правнуків.